# Ghiacciaio Heidemann
Il ghiacciaio Heidemann è un ghiacciaio tributario lungo circa 9 km situato nella regione meridionale della Dipendenza di Ross, nell'Antartide orientale. Il ghiacciaio, il cui punto più alto si trova a circa 1600 m s.l.m., si trova nella regione settentrionale dei monti della Regina Elisabetta, nell'entroterra della costa di Shackleton, e fluisce verso est-nord-est scorrendo lungo il versante settentrionale del monte Damm fino a unire il proprio flusso a quello del ghiacciaio Lowery.

## Storia
Il ghiacciaio Heidemann è stato mappato da membri dello United States Geological Survey (USGS) grazie a fotografie aeree scattate dalla marina militare statunitense nel periodo 1960-62, e così battezzato dal Comitato consultivo dei nomi antartici in onore di Richard P. Heidemann, un glaciologo del Programma Antartico degli Stati Uniti d'America di stanza sull'isola Roosevelt nella stagione 1962-63.